# Juan Foyth
Juan Marcos Foyth, né le 12 janvier 1998 à La Plata en Argentine, est un footballeur international argentin qui évolue au poste de défenseur à Villarreal.

## Biographie

### Enfance et formation
Juan Foyth est né à La Plata en Argentine dans une famille aux origines polonaises. Le nom de famille de ses grands-parents était Fojt mais été changé en Foyth lors de leur arrivée en Argentine. Juan Foyth est détenteur de la double nationalité polono-argentine.

### En club
Le 19 septembre 2017, Foyth est titularisé pour la première fois avec Tottenham à l'occasion d'un match de League Cup face à Barnsley.
Le 4 octobre 2020, il est prêté pour une saison au Villarreal CF avec lequel il remporte la Ligue Europa en 2021.
Le 11 juin 2021, Villarreal confirme avoir levé l'option d'achat de 15 millions d'euros et obtient ainsi le transfert définitif du joueur.

### En équipe nationale
Le 16 novembre 2018, Foyth honore sa première sélection avec l'équipe d'Argentine en étant titularisé lors d'un match amical contre le Mexique (victoire 2-0).
Le 11 novembre 2022, il est sélectionné par Lionel Scaloni pour participer à la Coupe du monde 2022.

## Statistiques
| Saison                | Club                    | Championnat           | Championnat | Championnat | Coupe nationale | Coupe nationale | Coupe de la Ligue | Coupe de la Ligue | Compétition(s) continentale(s) | Compétition(s) continentale(s) | Compétition(s) continentale(s) | Supercoupe UEFA | Supercoupe UEFA | Total | Total |
| Saison                | Club                    | Division              | M.          | B.          | M.              | B.              | M.                | B.                | Comp.                          | M.                             | B.                             | M.              | B.              | M.    | B.    |
| 2016-2017             | Estudiantes de La Plata | Primera Division      | 7           | 0           | -               | -               | -                 | -                 | CS                             | 2                              | 0                              | -               | -               | 9     | 0     |
| 2017-2018             | Tottenham Hotspur       | Premier League        | -           | -           | 2               | 0               | 5                 | 0                 | C1                             | 1                              | 0                              | -               | -               | 8     | 0     |
| 2018-2019             | Tottenham Hotspur       | Premier League        | 12          | 1           | 2               | 0               | 1                 | 0                 | C1                             | 2                              | 0                              | -               | -               | 17    | 1     |
| 2019-2020             | Tottenham Hotspur       | Premier League        | 4           | 0           | -               | -               | -                 | -                 | C1                             | 3                              | 0                              | -               | -               | 7     | 0     |
| Sous-total            | Sous-total              | Sous-total            | 16          | 1           | 4               | 0               | 6                 | 0                 | -                              | 6                              | 0                              | -               | -               | 32    | 1     |
| 2020-2021             | Villarreal CF (prêt)    | La Liga               | 16          | 0           | 4               | 0               | -                 | -                 | C3                             | 12                             | 1                              | -               | -               | 32    | 1     |
| 2021-2022             | Villarreal CF           | La Liga               | 25          | 1           | 2               | 0               | -                 | -                 | C1                             | 10                             | 0                              | 1               | 0               | 38    | 1     |
| 2022-2023             | Villarreal CF           | La Liga               | 24          | 1           | 3               | 0               | -                 | -                 | C4                             | 3                              | 0                              | -               | -               | 30    | 1     |
| 2023-2024             | Villarreal CF           | La Liga               | 12          | 1           | 1               | 0               | -                 | -                 | C3                             | 3                              | 0                              | -               | -               | 16    | 1     |
| 2024-2025             | Villarreal CF           | La Liga               | 19          | 1           | -               | -               | -                 | -                 | -                              | -                              | -                              | -               | -               | 19    | 1     |
| 2025-2026             | Villarreal CF           | La Liga               | 1           | 0           | -               | -               | -                 | -                 | C1                             | -                              | -                              | -               | -               | 1     | 0     |
| Sous-total            | Sous-total              | Sous-total            | 95          | 4           | 10              | 0               | -                 | -                 | -                              | 28                             | 1                              | 1               | 0               | 134   | 5     |
| Total sur la carrière | Total sur la carrière   | Total sur la carrière | 120         | 5           | 14              | 0               | 6                 | 0                 | -                              | 36                             | 1                              | 1               | 0               | 177   | 6     |

### En sélection nationale
| Saison                | Sélection             | Phases finales        | Phases finales | Phases finales | Phases finales | Éliminatoires CDM | Éliminatoires CDM | Éliminatoires CDM | Matchs amicaux | Matchs amicaux | Matchs amicaux | Total | Total | Total |
| Saison                | Sélection             | Compétition           | M              | B              | Pd             | M                 | B                 | Pd                | M              | B              | Pd             | M     | B     | Pd    |
| --------------------- | --------------------- | --------------------- | -------------- | -------------- | -------------- | ----------------- | ----------------- | ----------------- | -------------- | -------------- | -------------- | ----- | ----- | ----- |
| 2018-2019             | Argentine             | Copa América 2019     | 4              | 0              | 0              | -                 | -                 | -                 | 3              | 0              | 0              | 7     | 0     | 0     |
| 2019-2020             | Argentine             | -                     | -              | -              | -              | -                 | -                 | -                 | 3              | 0              | 0              | 3     | 0     | 0     |
| 2020-2021             | Argentine             | -                     | -              | -              | -              | 3                 | 0                 | 0                 | -              | -              | -              | 3     | 0     | 0     |
| 2021-2022             | Argentine             | Finalissima 2022      | 0              | 0              | 0              | 1                 | 0                 | 0                 | 1              | 0              | 0              | 2     | 0     | 0     |
| 2022-2023             | Argentine             | Coupe du monde 2022   | 1              | 0              | 0              | -                 | -                 | -                 | 2              | 0              | 0              | 3     | 0     | 0     |
| 2023-2024             | Argentine             | -                     | -              | -              | -              | 0                 | 0                 | 0                 | -              | -              | -              | 0     | 0     | 0     |
| 2024-2025             | Argentine             | -                     | -              | -              | -              | 2                 | 0                 | 0                 | -              | -              | -              | 2     | 0     | 0     |
| Total sur la carrière | Total sur la carrière | Total sur la carrière | 5              | 0              | 0              | 6                 | 0                 | 0                 | 9              | 0              | 0              | 20    | 0     | 0     |

## Palmarès

### En club
| Tottenham Hotspur                          | Villarreal CF (1)                                                                   |
| ------------------------------------------ | ----------------------------------------------------------------------------------- |
| - Ligue des Champions : - Finaliste : 2019 | - Ligue Europa (1) : - Vainqueur : 2021 - Supercoupe de l'UEFA : - Finaliste : 2021 |

### En équipe nationale
| Argentine (2)                                                                                          |
| --- |
| - Coupe du Monde (1) : - Vainqueur : 2022 Coupe des Champions CONMEBOL-UEFA (1) : - - Vainqueur : 2022 |